# جمعية الأحذية الوردية

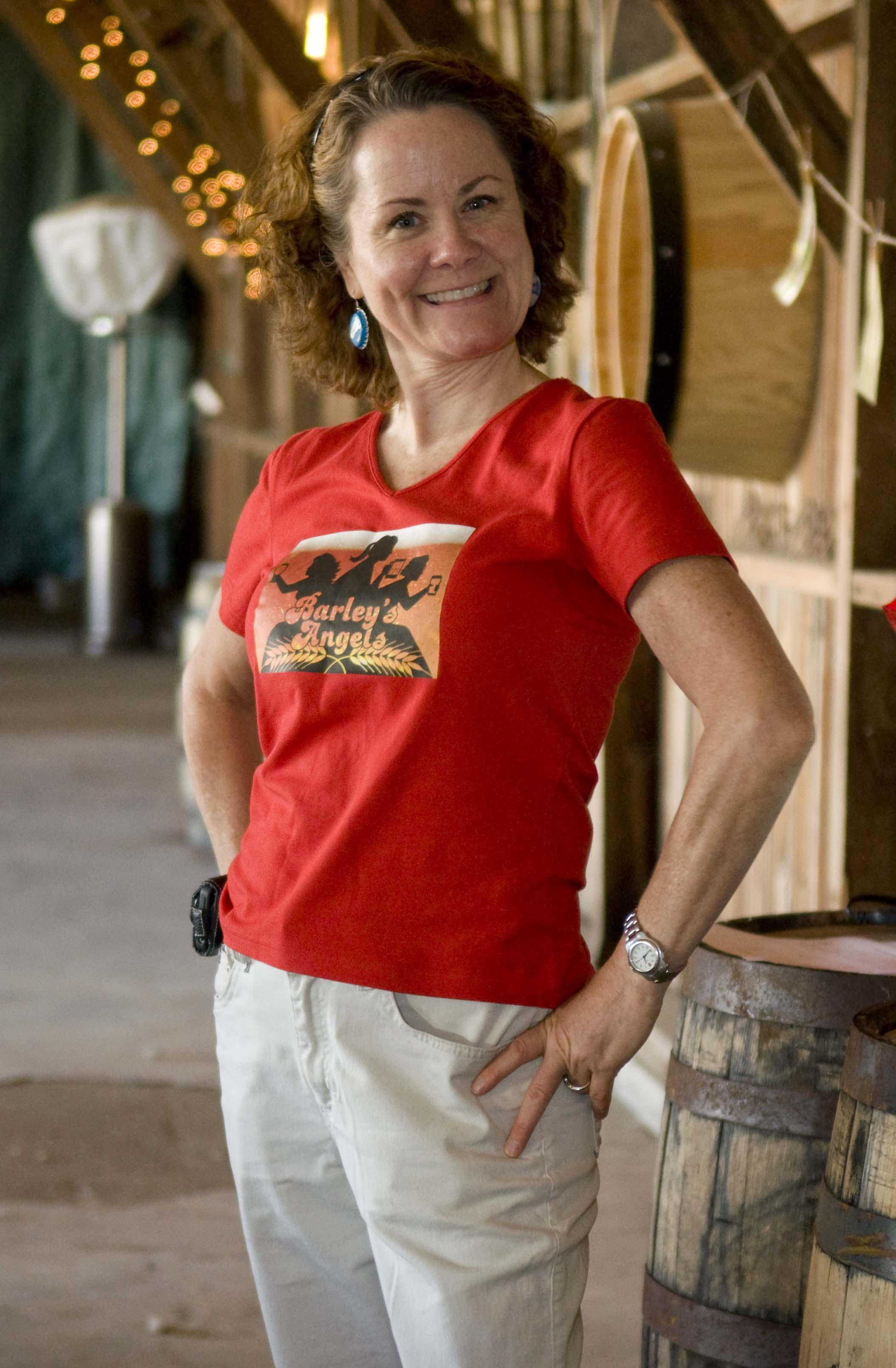
تيري فاهرندورف، مؤسسة منظمة الأحذية الوردية في أحد اللقاءات في 22أغسطس ، 2012.

جمعية الأحذية الوردية (بالإنجليزية: Pink Boots Society (PBS))‏هي منظمة غير ربحية ذات عضوية دولية تدعم النساء العاملات في مهنة صنع الجعة، وخاصةً صناعة البيرة. تساعد المنظمة النساء المصنِّعات على الالتقاء بالموجهين، وتوفر لهنّ الفرصة للتواصل مع النساء الأخريات في المهنة وزيادة الوعي بالمرأة في عملية صنع الجعة. كما تشجع المنظمة النساء المصنعات للجعة لمواصلة تعليمهم وتساعدهنّ على تعليم المهارات اللازمة ليصبحوا خبراء في صناعة الجعة. يقوم برنامج جمعية الأحذية الوردية بجمع الأموال للمنح الدراسية للنساء لمواصلة تعليمهن في صناعة الجعة. يوجد هناك حوالي 1800 عضو في جميع أنحاء العالم. يجب أن يكون جميع الأعضاء من النساء وأن يكون لديهنّ مشروعهن الخاص لصناعة الجعة أو متعلق بالبيرة وصنع البيرة.

## تاريخ المنظمة
في عام 2007، التقت صانعة الجعة تيري فاهرندورف مع مصنعي الجعة الأخريات، لاورا أولريتش وويتني تومبسون أثناء إحد الرحلات. ساعدتها تلك الرحلة، التي ذهبت فيها إلى 70 مصنع جعة مختلفًا وشاركت في صنع 38 نوعًا من الجعة، على إدراك أن العديد من النساء المصنّعات اللاتي قابلتهنّ لم يكنّ يعرفنّ أن هناك نساء أخريات في مهنتهن. كانت أول مظاهر إنشاء جمعية الأحذية الوردية مجرد قائمة من النساء العاملات في صنع الجعة نشرتها فاهرندورف على مدونة. عقدت الجمعية اجتماعها الأول في مؤتمر صناعة الجعة واجتذب المؤتمر 22 عضوًا. في وقت لاحق، قامت فاهرندورف بتأسيس جمعية الأحذية الوردية كمنظمة غير ربحية وأطلق عليها اسمها جمعية الأحذية الوردية تيمُّنًا بالأحذية التي كانت ترتديها عند صنع الجعة التي أعطتهما إياها حماتها.
في عام 2013، اتصلت صوفي دي روند بجمعية الأحذية الوردية لإنشاء اليوم العالمي لصانعات الجعة. يساعد اليوم على رفع مستوى الوعي حول النساء في صناعة الخمور ويساعد أيضًا في جمع الأموال لبرنامج جمعية الأحذية الوردية.

## روابط خارجية
- Official site
- Pink Boots Society نسخة محفوظة 3 أبريل 2019 على موقع واي باك مشين. notes from 2014